# Annick Massis
Annick Massis (1958) és una soprano francesa de coloratura, destacada intèrpret de Mozart i del bel cant italià.
Va estudiar en el Conservatoire Francis Poulenc de París debutant en 1990 a Tolosa de Llenguadoc on el 1999 també va cantar Lucia di Lammermoor. Ha cantat en el Metropolitan Opera, La Scala, Arena de Verona, Festival de Salzburg, Glyndebourne, Florència, Pesaro, París, Marsella, i Niça, entre altres teatres lírics.

## Discografia
CD
- Bizet, Les Pêcheurs de perles, Orchestra del Teatro La Fenice, dir. Marcello Viotti, Dynamic
- Boïeldieu, La Dame blanche, Ensemble Orchestral de Paris, dir. Marc Minkowski, EMI
- Donizetti, Elvida, London Philharmonic Orchestra, dir. Antonello Allemandi, Opera Rara
- Donizetti, Francesca di Foix, London Philharmonic Orchestra, dir. Antonello Allemandi, Opera Rara
- Ibert, Persée et Andromède, Orchestre Philharmonique de Strasbourg, dir. Jan Latham-Koenig, Avie
- Meyerbeer, Margherita d'Anjou, London Philharmonic Orchestra, dir. Antonello Allemandi, Opera Rara
- Mozart, Lucio Silla, Orchestra del Teatro La Fenice, dir. Tomas Netopil, Dynamic
- Rameau, Anacréon, Les Musiciens du Louvre, dir. Marc Minkowski, Archiv
- Ravel, L'Enfant et les Sortilèges, Berliner Philharmoniker, dir. Sir Simon Rattle, EMI
- Rossini, Matilde di Shabran, Orquesta Sinfonica de Galicia, dir. Riccardo Frizza, Decca
- Rossini, L'Inganno felice, Le Concert des Tuileries, dir. Marc Minkowski, Erato
- Rossini, Il Barbiere di Siviglia, Orchestra dell'arena di Verona, dir. Claudio Scimone, Mirabilia
- Thomas, Mignon, Ensemble Orchestral Harmonia Nova, dir. Stéphane Denève, Accord

DVD
- Mozart, Lucio Silla, Orchestra del Teatro La Fenice, dir. Tomas Netopil, Dynamic
- Bizet, Les Pêcheurs de perles, Orchestra del Teatro La Fenice, dir. Marcello Viotti, Dynamic
- Rossini, Le Comte Ory, London Philharmonic Orchestra, dir. Andrew Davis, NVC Arts

### Música sacra
- Haydn / Mozart : Airs sacrés
- Orchestre Colonne / Daniel Inbal (Cascavelle)

### Col·lectives
- Donizetti, Vocal Teamwork, London Philharmonic Orchestra, dir. David Parry, Opera Rara
- Donizetti, the young Donizetti, London Philharmonic Orchestra, dir. David Parry, Opera Rara
- Various, Opera new Generation, Great Duets, Various orchestra, various directors, Virgin
- Various, Sogno Talor, London Philharmonic Orchestra, dir. David Parry, Opera Rara
- Various, Night at the opera, Various, Erato
- Pacini, Paventa Insano, London Philharmonic Orchestra, dir. David Parry, Opera Rara
- Pacini, Pacini rediscovered, Philharmonia Orchestra, Academy of St Martin in the Fields, David Parry, Opera Rara
- Rossini, duo d'amore, Orchestra della Svizzera Italiana, dir. Enrique Mazzola, Forlane
- Verdi, Stolen Notes, Parma Opera Ensemble, Michael Storrs Music